# Brian Austin Green
Brian Austin Green, född 15 juli 1973 i Van Nuys i Kalifornien, är en amerikansk skådespelare. Han inledde sin karriär i Beverly Hills 90210 där han spelade David Silver mellan 1990 och 2000. Han har även medverkat i serien Freddie och The Sarah Connor Chronicles 2008. Han har också medverkat i Desperate Housewives där han spelade Brees pojkvän, Keith. 1996 gav han ut albumet One Stop Carnival. 
Green var gift med skådespelerskan Megan Fox 2010 till 2020 . Tillsammans har de tre söner. Green har även en son från ett tidigare förhållande.